# Dallas Smith
Dallas Earl Smith, född den 10 oktober 1941 i Hamiota, Manitoba, är en kanadensisk före detta ishockeyspelare i NHL som spelade femton säsonger för Boston Bruins. Dessutom spelade han några säsonger för New York Rangers. Totalt spelade han 890 NHL-matcher.

## Utmärkelser och framgångar (ett urval)
- Stanley Cup-mästare (1970 och 1972)
- Spelade i NHL All-Star Game (1971, 1972, 1973, & 1974)